# 기업용 전화 시스템
기업용 전화 시스템은 대체적으로 소규모 키폰 시스템부터 대규모 구내 교환망을 포함하는 업무 환경에서 사용되는 다회선 전화 시스템을 총칭한다.
기업용 전화 시스템은 단순히 여러 개의 전화로부터 접속 가능한 다회선 전화 또는 통화 관리와 연관된 부가적인 기능을 제공하는 시스템에서의 "국(局, station)"과는 구별된다. 기업용 전화 시스템은 흔히 "키폰 시스템", "하이브리드 시스템" 그리고 "구내 교환망"으로 분류된다.
구내 교환망은 직접 다이얼함으로써 전화 연결되는 공중 전화 시스템과 유사한 방법으로 동작하지만, 키폰 시스템은 키폰 사용자가 점등되어 있는 회선 버튼을 사용하여 통화를 직접 수동으로 확인 또는 제어할 수 있도록 한다는 점에서 원래 구내 교환망과는 구별된다. 기술적으로, 구내 교환망은 교환국 시스템과 계통이 같고 더 크고 복잡한 시스템에서는 용량과 기능에서 교환국과 경쟁하게 될 것이다.

## 키폰 시스템
키폰은 수동으로 동작하는 스위치 기술에 대한 벨 시스템(Bell System) 용어로, 그 시스템과 연동하는 전화에 회선 버튼이 달려있다.
키폰 시스템은 근본적으로 연결된 전화선을 위한 별개의 회선 선택 버튼으로 정의되는데, 이 기능은 하이브리드 시스템과 유사하다. 키폰 크기에 필적하는 하이브리드 시스템과 구내 교환망이 지금은 비슷한 가격과 더 훌륭한 기능을 가지고 있기 때문에, 진정한 의미의 키폰 시스템 신규 설치는 흔하지 않게 되었다.
키폰 시스템은 세가지 주요한 구성요소:전기기계적 공동 제어, 전자 공동 제어 또는 독립적인 키 집합을 사용하여 구축된다.

### 전기기계적 공동 제어
대용량 집적회로의 발명 이전에는 키폰 시스템은 대체적으로 더 큰 전화 교환 시스템과 마찬가지로 전기기계적 부품(릴레이)으로 구성되었다.
북미 시장을 겨냥한 1A, 6A, 1A1과 1A2 키폰 시스템이 대표적이고, 수십년 동안 판매되었다. 웨스턴 일렉트릭사(WECo) 키폰(KTU) 중 1A 계열은 1950년대에 사용되었다. 1A 장치가 기본이 되고 한 회선당 적어도 두 대의 KTU-한 대는 회선용 단말로 한 대는 국선(전화 기기)용 단말로-가 필요했다. 공통적으로 1A 시스템에서 사용되는 전화 기기는 WE사의 3000 시리즈 전화기였다. 1960년대에는 1A1 키폰 시스템이 회선과 국선 단말 양쪽을 하나의 KTU로 연결하도록 간소화했고, 사용 가능한 기능이 늘어났다. 1A1 시스템이 보편화됨에 따라 내부 통화 기능에 대한 요구가 늘어나게 되었다. 최초의 내부 통화 기능을 가진 KTU인 WE사 모델 207은 하나의 통화 연결, 즉, 한번에 내부통화 하나를 위해 연결되었다. WE사 6A 다이얼 내부 통화 시스템은 두 개의 통화 연결을 제공했고 종종 1A1 또는 1A2 키폰 시스템에서 다이얼 내부 통화로 설치되었다. 불행하게도, 6A 시스템은 복잡했고 문제가 있었으며 비쌌고 대중화 되지 못했다. 1970년대 1A2 기술의 발명은 키폰 시스템의 설치와 유지를 간소화했다. 이런 것들은 전기기계 키폰 시스템의 종말을 암시하는 편리한 설치와 더 훌륭한 기능을 가진 전자 키폰 시스템이 도래한 1980년대에 꾸준히 사용되었다.
102와 302이라는 두 개의 불분명한 키폰 시스템이 항공 교통 관제를 위해 공항에서 사용되었다. 이것은 항공 교통 관제탑과 레이다 접근 제어 또는 지상 제어 접근 사이에 통신을 위해 독특하게 고안되었고 무선 연결을 포함했다.

### 전자 공동 제어 시스템
고밀도 집적회로의 발명으로, 릴레이를 사용하는 것보다 같은 구조를 훨씬 더 값싸게 구현할 수 있었다. 부가적드로, 많은 캐이블을 제거하고 키가 없는 시스템에서 사용되었던 것과 유사한(심지어 동일한) 훨씬 더 간단한 캐이블로 그것을 대체할 수 있었다. 전자 공동 제어 시스템은 PBX의 기능들과 키폰 시스템이 빠르게 융합됨에 따라 현대적인 하이브리드 전화 시스템을 빠르게 이끌었다. 그러한 시스템 중에 가장 주목할 만한 것들 중 하나가 AT&T 메를린(Merlin)이다.
덧붙여서, 이러한 현대적 시스템들은 아래와 같은 방대한 기능들이 포함되는 것을 가능하게 했다.
- 응답기 기능
- 전 시스템의 원격 감시
- 자동 통화 계산
- 단축 다이얼
- 발신자 표시
- 국별 제한(장거리 통화 또는 착신 금지)
- 통화 연결음 선택

기능들은 이러한 시스템의 손쉬운 특화를 가능하게 하면서 소프트웨어를 사용하여 간단히 추가되거나 수정될 수 있었다. 국들은 회선 상태 표시를 위해 백열 전구 대신에 효율적인 LED를 사용했기 때문에 이전의 전기기계적 키폰 시스템보다 운용하기 쉬워졌다.

### 독립 키보드
고밀도 집적회로는 더 작은 시스템이 제어(그리고 기능)을 어떤 하나의 공용 제어기를 필요로 하지 않는 각각의 전화기로 분배되는 것을 허락했다.

## 하이브리드 키폰 시스템
21세기로 들어서면서, 키폰 시스템과 PBX 사이의 구분은 점점 복잡해 졌다. 이전의 전자 키폰 시스템은 연결된 모든 공중 교환 전화망 회선들과 국들에 대한 접속을 허용 및 표시하는 복잡한 핸드셋을 사용했다.
현대적 키폰 시스템은 지금 ISDN 및 대규모 PBX 시스템에서 볼 수 있었던 많은 기능들 뿐만 아니라 아날로그 핸드셋(보통 디지털인 개인 전용 핸드셋에 추가하여)을 지원한다. 이러한 아날로그와 디지털에 대한 지원과 몇가지 PBX 기능성은 "하이브리드"라는 명칭을 생겨나게했다.
하이브리드 시스템은 대체적으로 각각의 회선 또는 국에 직접 대응하는 몇몇의 호출 버튼을 가지고 있지만, 회선을 선택하지 않고 구내 전화 또는 외부 회선으로 직접 다이얼링 하는 것도 지원한다.
현대적 키폰 시스템은 보통 완전히 디지털(아날로그 변종의 지속에도 불구하고)이고 몇몇 시스템은 VoIP를 수용한다. 실제로, 키폰 시스템은 초라한 시작을 뒤로 하고 작은 PBX가 되었다고 여겨진다. 실제적으로, PBX와 하이브리드 키폰 시스템을 구별하는 기준은 제공되는 기능과 편의성의 양, 범위 그리고 복잡성들이다.

## 사설 교환기(PBX, Private Branch eXchange)
사설 교환기(PBX, Private Branch eXchange)는 많은 기업체 또는 일반 대중을 위해 공중 통신 사업자나 전화 회사가 운용하는 것과 반대로, 특히 기업체나 사무실에서 사용되는 전화 교환기이다. PBX는 다음과 같이 언급되기도 한다.
- PABX - private automatic branch exchange
- EPABX - electronic private automatic branch exchange

## 같이 보기
- 전화교환원
- 전화 교환기